# Planet Funk (album)
Planet Funk è la prima raccolta del gruppo dance-rock italiano Planet Funk, pubblicato nel 2009 dalla Universal Records. Essa, oltre a contenere i più grandi successi del gruppo contiene anche tre inediti (Lemonade, Too Much TV, Paper Feathers).

## Tracce
1. Lemonade (inedito)
2. Inside All the People (da Non Zero Sumness)
3. Stop Me (da The Illogical Consequence)
4. Who Said (Stuck in the UK) (da Non Zero Sumness)
5. Too Much TV (inedito)
6. The Switch (da Non Zero Sumness)
7. Come Alive (da The Illogical Consequence)
8. Chase the Sun (da Non Zero Sumness)
9. Paper Feathers (inedito)
10. Paraffin (da Non Zero Sumness)
11. Everyday (da The Illogical Consequence)
12. It's Your Time (da Static)
13. Peak (da The Illogical Consequence)
14. Static (da Static)
15. All Man's Land (da Non Zero Sumness)
16. Ultraviolet Days (da The Illogical Consequence)
17. One Step Closer (da Non Zero Sumness)
18. The End (da The Illogical Consequence)

## Composizioni
1. (M. Baroni / D.Black / D. Canu / S. Della Monica/ A. Neri)
2. (M. Baroni / D.Black / D. Canu / S. Della Monica / A. Neri)
3. (M. Baroni / D. Canu / S. Della Monica / S. Duffy / J. Graham / A. Neri)
4. (M. Baroni / D. Black / D. Canu / G. Numan / S. Della Monica / A. Neri)
5. (M. Baroni / D. Black / D. Canu / S. Della Monica / A. Neri)
6. (M. Baroni / D. Black / D. Canu / S. Della Monica / A. Neri)
7. (M. Baroni / D. Canu / S. Della Monica / S. Duffy / J. Graham / A. Neri)
8. (M. Baroni / D. Canu / A. Kokko / S. Della Monica / A. Neri)
9. (M. Baroni / D. Black/ D. Canu / S. Della Monica / A. Neri)
10. (M. Baroni / D. Canu / D. Black / S. Della Monica / A. Neri)
11. (M. Baroni / D. Canu / S. Della Monica / S. Duffy / J. Graham)
12. (L. Allen / M. Baroni / D. Canu / S. Della Monica / H. Harris / A. Neri)
13. (M. Baroni / D. Black / D. Canu / S. Della Monica / S. Duffy / A. Neri)
14. (L. Allen / M. Baroni / D. Canu / S. Della Monica / H. Harris / A. Neri)
15. (M. Baroni / D. Canu / S. Doherty / S. Della Monica / A. Neri)
16. (M. Baroni / D. Canu / S. Della Monica / S. Duffy / J. Graham / A. Neri)
17. (M. Baroni / D. Canu / J. Kerr / S. Della Monica / A. Neri)
18. (M. Baroni / D. Canu / S. Della Monica / S. Duffy / J. Graham / A. Neri)

## Singoli
1. Lemonade #17 ITA[1], #1 Malta
2. Too Much TV - Diffusa come singolo promozionale anche nella versione "Too Much TV (The Sun Mix)".